# Chaetogammarus lusitanus
Chaetogammarus lusitanus is een vlokreeftensoort uit de familie van de Gammaridae. De wetenschappelijke naam van de soort is voor het eerst geldig gepubliceerd in 1943 door Schellenberg.